# Imtiaz Bhatti
Imtiaz Ahmed Bhatti (nascido em 18 de abril de 1933) é um ex-ciclista paquistanês. Ele representou sua nação em dois eventos durante os Jogos Olímpicos de Helsinque 1952.